# Apogonia edentula
Apogonia edentula är en skalbaggsart som beskrevs av Kobayashi 2007. Apogonia edentula ingår i släktet Apogonia och familjen Melolonthidae. Inga underarter finns listade i Catalogue of Life.